# エティエンヌ1世 (サンセール伯)
エティエンヌ1世（フランス語：Étienne Ier, 1133年 - 1190年10月21日）は、サンセール伯（在位：1151年 - 1190年）。父の死によりサンセールを継承した。兄アンリ1世はシャンパーニュを、ティボー5世はブロワを継承した。エティエンヌの領地は兄弟の中で一番小さかった（ただし弟ギヨームは領地は与えられず、聖職者となった）。

## 生涯
エティエンヌは1133年にブロワ伯ティボー4世とマティルデ・フォン・ケルンテンの三男として生まれた 。

### エルサレムへの旅
1169年、エルサレム王アモーリー1世の娘シビーユの結婚相手を探すため、ティルス大司教フレデリック・ド・ラ・ロシュに率いられた代表団がフランスに到着した。エティエンヌはこの申し出を受け、1170年にブルゴーニュ公ユーグ3世とともに東方に向かった。エティエンヌは1166年のフランス王ルイ7世の税で徴収された税金を携えていたが、この税は4，5年間にわたり課税されていたものであった。
エティエンヌはいずれ妻となるシビーユの権利によりエルサレム王となることが予想されていた（アモーリー1世の唯一の息子ボードゥアン4世はハンセン病の疑いがあった）。このため、エルサレム高等法院は息子のいないアンリ・ド・ミリーの領地を3人の娘で分割する件について決定をエティエンヌに依頼した。エティエンヌは3人で等しく分割したが、2人の妹が長姉に臣従の礼を取ることを命じた。聖地で数ヶ月過ごした後、エティエンヌはシビーユとの結婚を拒否し、フランスに戻った。

### フランスへの帰還
エティエンヌは領地の丘に6つの塔を持つ城を建設し、サンセールの町の要塞化をすすめた。1153年、エティエンヌはジョフロワ3世・ド・ドンジーの娘アデレー（1160/9年没）と結婚した。1155年までに、エティエンヌはロリスの関税を町の商人とおそらく他の7人に与えた。エティエンヌは1181年から1185年まで起こったフランス王フィリップ2世に対する貴族の反乱において、事実上の指導者であった。1184年、エティエンヌとブラバンソンの傭兵団はフィリップ2世、および領地争いを抑えるために1182年にル・ピュイで結成された戦士集団コンフレール・ド・ラ・ペに敗北した。エティエンヌは1190年までに自領内で農奴制を廃止した。

### 十字軍

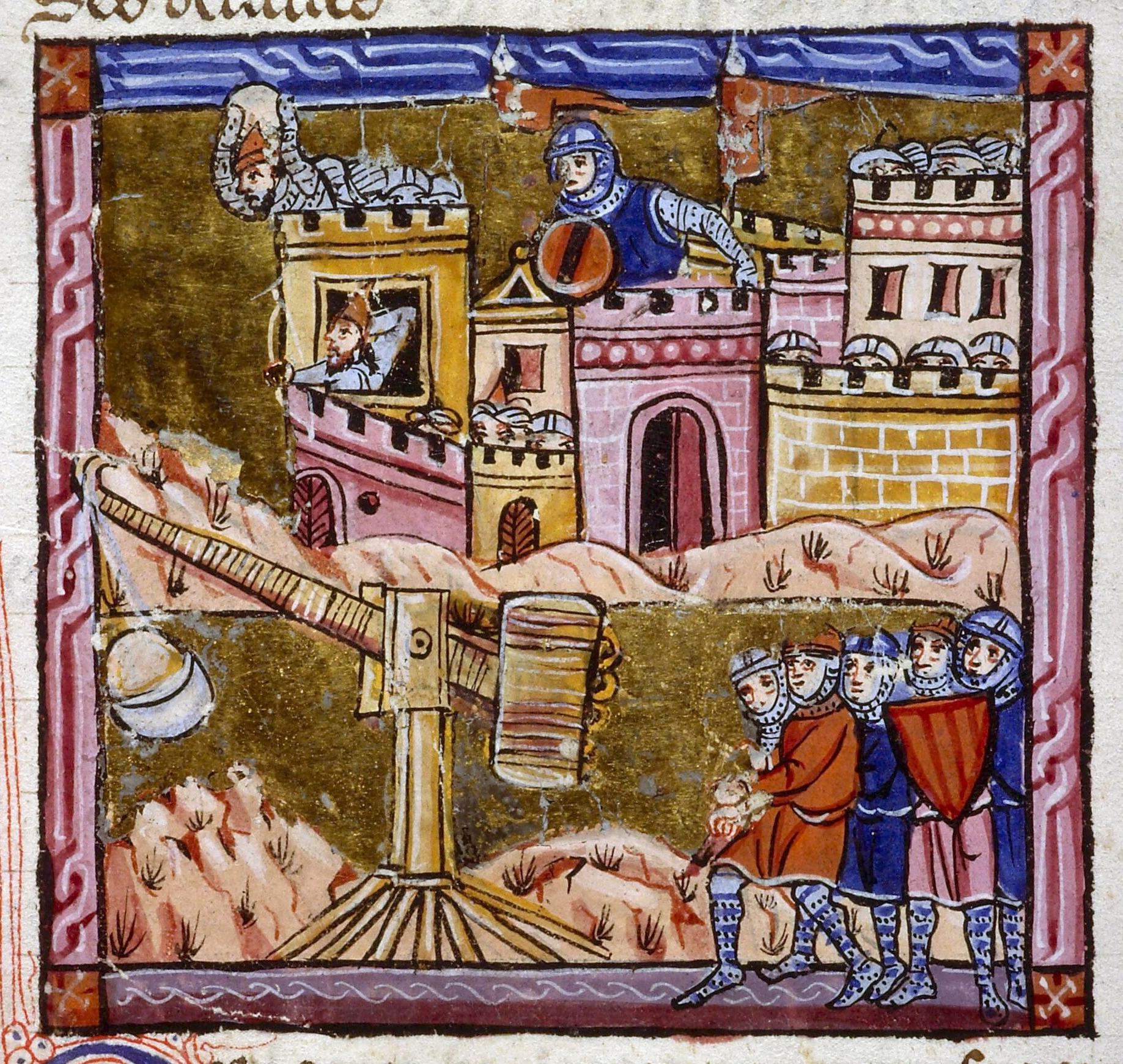
アッコ包囲戦

エティエンヌと兄ティボー5世は1190年に第3回十字軍に参加したが、エティエンヌは1190年10月21日にアッコ包囲戦で戦死し、兄ティボー5世も1191年1月に死去した。

## 子女
2番目の妃ベアトリスとの間に2男をもうけた。
- ギヨーム1世（1176年 - 1217年） - サンセール伯[9]
- ジャン（1178年 - 1200年頃）

3番目の妃アエノールとの間に1男をもうけた。
- エティエンヌ2世（1180/90年 - 1252年） - 1248年よりフランス大執事